# Verzeiling
Een verzeiling is de verplaatsing van positielijn die verkregen zijn op verschillende waarnemingstijdstippen naar een gezamenlijk tijdstip. Dit wordt gedaan in de richting van de grondkoers over de afstand die afgelegd is tussen het tijdstip van waarneming en het gezamenlijk tijdstip. Als de verzeiling gebeurt door kenbare punten te peilen, dan wordt gesproken van een kruispeiling met verzeiling. Vanwege de onzekerheden in de geschatte koers en vaart moet de verzeilingsduur zo kort mogelijk zijn.
Door een gehele positie te verzeilen, wordt een gegist bestek verkregen.